# Дендуц
Дендуц (рум. Dănduț) — село у повіті Алба в Румунії. Адміністративно підпорядковане місту Кимпень.
Село розташоване на відстані 317 км на північний захід від Бухареста, 48 км на північний захід від Алба-Юлії, 60 км на південний захід від Клуж-Напоки.

## Населення
За даними перепису населення 2002 року у селі проживали 89 осіб, усі — румуни. Усі жителі села рідною мовою назвали румунську.